# Elica a passo variabile

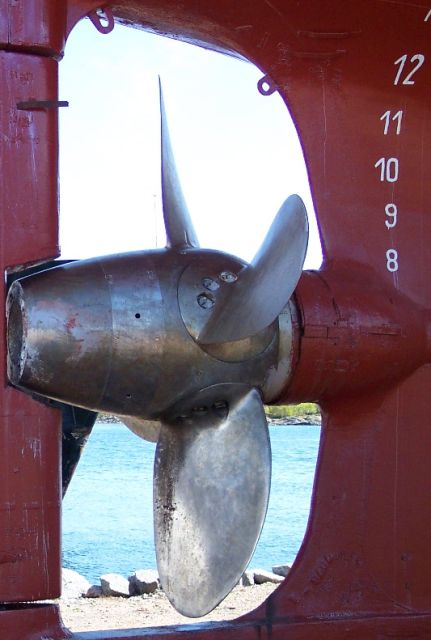
Un esempio di elica marina a passo variabile.

Un'elica a passo variabile è un'elica le cui pale possono essere ruotate attorno al proprio asse longitudinale in modo da cambiarne il passo. Quando questa operazione consente anche di ottenere un passo negativo e quindi un moto a marcia indietro, si parla di elica a pale orientabili.

## Descrizione
Un'elica fatta in questo modo ha un angolo di calettamento delle pale variabile. Poiché per passo di un'elica si intende la distanza compiuta nel mezzo (aria, acqua, terra) ad una rotazione completa dell'elica stessa, parlare di elica a passo variabile è impreciso, ma la variazione dell'angolo di calettamento comporta comunque una variazione del passo. Per questo si usa parlare di elica a passo variabile invece di dire "a calettamento variabile".
La regolazione del passo avviene solitamente per mezzo di un circuito idraulico, ragion per cui il mozzo risulta di maggior diametro rispetto a quello di un'elica a passo fisso di pari diametro, la quale avrà di conseguenza un rendimento maggiore a parità di diametro, oltre a un costo di realizzazione inferiore. Un'elica a passo variabile, d'altro canto, permette di regolare il passo in funzione della velocità desiderata, risultando quindi più efficiente per velocità diverse da quella di progetto e permettendo di ottenere delle migliori accelerazioni e una migliore manovrabilità. Usata in marina, un'elica a passo variabile permette inoltre d'invertire il moto della nave (adottando un passo negativo) senza impiegare motori reversibili, difatti tali eliche sono montate su navi la cui propulsione è affidata a motori diesel a 4 tempi. 
Ragion per cui le navi che operano per la grande maggioranza del tempo a una velocità costante (come Navi petroliere o portarinfuse) impiegano eliche a passo fisso, mentre navi che hanno un range di velocità operative maggiore o che devono garantire maggiore manovrabilità (come, rimorchiatori o navi ro-ro) utilizzano solitamente eliche a passo variabile.

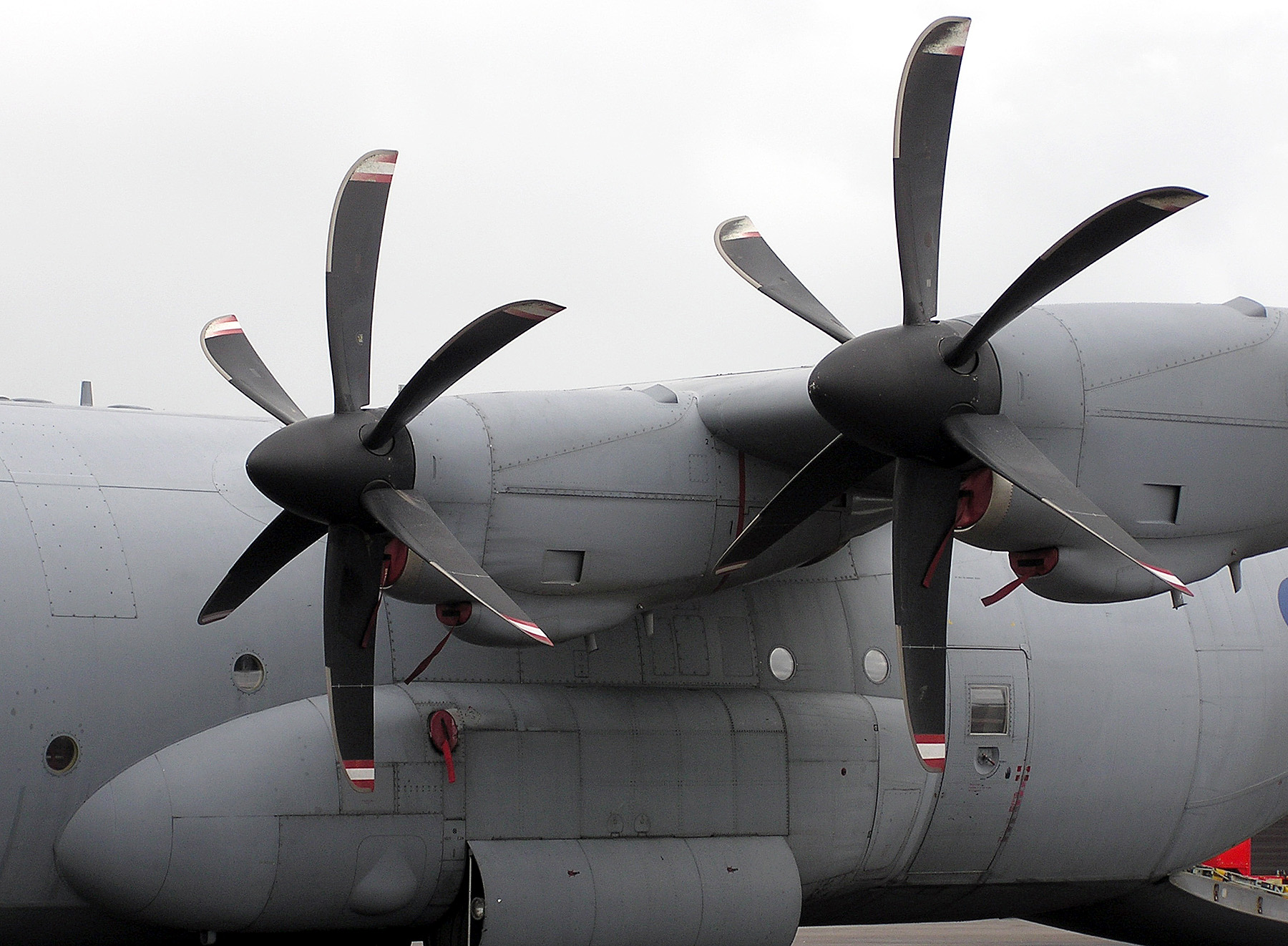
Due eliche con pale a scimitarra di un Lockheed C-130 Hercules, poste in bandiera, con in evidenza alla base delle pale la parte mobile

Sugli aerei, la funzione principale dell'elica a passo variabile è quella di mantenere il suo numero di giri costante, adeguando il passo e di conseguenza l'angolo di incidenza delle pale sia al variare della velocità, che al variare della densità dell'aria (per esempio per effetto dell'altitudine), che al variare della coppia motrice applicata all'elica.
Questo consente di mantenere un rendimento dell'elica ottimale entro una vasta gamma di condizioni operative. Il passo minimo è tale da consentire il raggiungimento dei giri massimi col velivolo a punto fisso; il passo massimo deve essere tale da consentire di mantenere un numero di giri moderato anche alla velocità massima.
Nei velivoli di aviazione generale e commerciale, il meccanismo di variazione del passo è operato da un circuito idraulico che sfrutta la pressione dell'olio motore, mentre nei velivoli ultraleggeri, che raramente hanno motori col circuito dell'olio predisposto per questo scopo, l'azionamento avviene mediante un motore elettrico passo-passo comandato elettronicamente, sfruttando il segnale dei giri motore.
Nei velivoli monomotori a pistoni, le forze aerodinamiche e centrifughe tendono a portare l'elica naturalmente al passo minimo, mentre il circuito dell'olio in pressione, regolato da una valvola e un regolatore centrifugo, aziona uno stantuffo contenuto nel mozzo dell'elica che tramite forcelle muove dei perni sulle radici delle pale, facendole ruotare verso il passo massimo; l'equilibrio tra le due forze determina il passo utilizzato. Il pilota, tramite la leva del passo dell'elica, modifica la taratura del regolatore idraulico per mantenere il regime desiderato. Se una causa esterna (una variazione di potenza, velocità ecc.) tende a far deviare la velocità di rotazione dell'elica dal valore impostato, il regolatore centrifugo caricherà (eccesso di giri) o scaricherà (difetto di giri) il circuito dell'olio.
Per consentire all'olio del circuito del passo di circolare e uniformare la sua temperatura col resto dell'olio motore, il meccanismo di variazione del passo va provato ciclando alcune volte tra il passo minimo (giri massimi, leva avanti) e il passo massimo (giri minimi, leva indietro) durante la prova motore; così facendo si verifica anche la sua funzionalità.
Nei plurimotori a pistoni, le forze che agiscono sull'elica sono di verso invertito, questo per consentire all'elica di portarsi naturalmente a passo bandiera (pale parallele al flusso d'aria) in caso di avaria al motore, riducendo la resistenza del motore inoperativo e facilitando il volo "asimmetrico" col motore rimasto funzionante. Appositi accorgimenti corredano il loro funzionamento, come dei perni di bloccaggio per impedire alle eliche di andare in bandiera quando si fermano i motori dopo l'atterraggio (il consenso al passo bandiera si ha solo portando la leva dell'elica tutta indietro), e degli accumulatori a gas per consentire il ritorno al passo minimo quando si deve riavviare il motore in volo.
Nei velivoli turboelica si ha un controllo del passo dell'elica ancor più avanzato. Oltre alle normali funzioni fin qui viste, se si porta la manetta indietro, sotto la tacca del minimo, si bypassa il normale comando dell'elica, la quale dapprima riduce il passo fino a zero (diventa un freno aerodinamico) per poi assumere valori negativi, accompagnato da un aumento della potenza: questo funzionamento in reverse serve per rallentare l'aereo in atterraggio dopo il contatto con la pista, e in alcuni casi permette anche la manovra in retromarcia senza l'utilizzo di trattorini per il traino.
Il passo variabile si può trovare sia nei modelli ad elica che, anche se più raramente, in quelli a ventola intubata (ducted fan); come già visto, nel caso dei velivoli turboelica l'angolo di incidenza delle pale varia da 0° a 90°, posizione quest'ultima detta "in bandiera" perché minimizza la resistenza all'aria a motore spento o in avaria, spesso le pale possono ruotare anche oltre i 90° in modo da generare una spinta inversa, ottenendo lo stesso effetto degli inversori di spinta utilizzati con i motori a reazione. L’invenzione e lo sviluppo dell’elica a passo variabile si devono all'ingegnere italiano Corradino D'Ascanio, che nel 1932 brevettò un'elica a passo variabile in volo a mezzo di un dispositivo elettromeccanico.